# Gomphus adelphus
Gomphus adelphus är en trollsländeart som beskrevs av Selys 1858. Gomphus adelphus ingår i släktet Gomphus och familjen flodtrollsländor. Inga underarter finns listade i Catalogue of Life.